# Елея
Елея (дав.-гр. Έλέα, Велія, лат. Velia) — стародавнє місто, грецька колонія в Луканії, на березі Тірренського моря, за 25 км на південний схід від Пестума . 
Руїни Елеї розташовані у межах Ашеа (Кампанія, 90 км південніше Неаполя). 
Вони непогано збереглися і є пам'ятником світової спадщини.

## Історія
Заснована прибл. 535 до Р. Х. фокейцями з Малої Азії, що залишили батьківщину після завоювання полководцем Кира, Гарпагом, грецьких міст Малоазійського узбережжя. 
Згідно з Геродотом (1:163-167), першопоселенці перебралися на острів Хіос, потім на Кірн (де вони заснували місто Аналію і пробули п'ять років) і, витіснені карфагенянами та [етруски|етрусками]], закріпилися на італійському узбережжі Тірренського моря в країні, званій Енотрія. 
Там вони вигнали аборигенів углиб півострова та оселилися на узбережжі. 
Спочатку місто називалося Хілея, а потім Елея. 
Місто прославилося своїми філософами: Парменідом, засновником елеатської філософської школи, та Зеноном. 
З Елеї був також родом філософ — софіст і ритор Алкідамант. 
В 275 р. до Р.Х. Елея стала союзником Риму, остаточно ж підкорилася римлянам в 90 до Р. Х. 
Була покинута жителями в Середньовіччі через безперервні набіги сарацинів.